# National Endowment for the Humanities
De National Endowment for the Humanities (NEH) is een onafhankelijk federaal agentschap van de Amerikaanse overheid, opgericht door de National Foundation on the Arts and the Humanities Act van 1965 (Pub.L. 89–209), gewijd aan het ondersteunen van onderzoek, onderwijs, behoud en openbare programma's in de geesteswetenschappen. De NEH is gehuisvest op 400 7th St SW, Washington D.C. Van 1979 tot 2014 bevond de NEH zich op 1100 Pennsylvania Avenue, N.W., Washington D.C. in het Nancy Hanks Centre in het Old Post Office. Op 10 februari 2020 ontving de NEH van de regering-Trump een budget voor FY2021, dat een ordelijke afbouw van het agentschap omvatte.

## Geschiedenis
De NEH verstrekt beurzen voor hoogwaardige geesteswetenschappelijke projecten aan culturele instellingen zoals musea, archieven, bibliotheken, hogescholen, universiteiten, openbare televisie- en radiostations en aan individuele wetenschappers. NEH werd in 1965 opgericht onder de National Foundation on the Arts and Humanities, waaronder de National Endowment for the Arts en later het Institute for Museum Services, als een stap om meer in cultuur te investeren door de federale overheid. NEH was gebaseerd op aanbeveling van de National Commission on the Humanities, bijeengeroepen in 1963 met vertegenwoordigers van drie Amerikaanse wetenschappelijke en educatieve verenigingen, de Phi Beta Kappa Society, de American Council of Learned Societies (ACLS) en de Council of Graduate Schools. Het bureau creëert prikkels voor uitstekend werk in de geesteswetenschappen door beurzen toe te kennen die het onderwijs en het leren in de geesteswetenschappen op scholen en hogescholen in het hele land versterken, onderzoek en oorspronkelijke studiebeurzen vergemakkelijken, kansen bieden voor levenslang leren, en toegang bieden tot culturele en educatieve middelen en om de institutionele basis van de geesteswetenschappen te versterken. Als onderdeel van zijn mandaat om geesteswetenschappelijke programma's in elke staat en elk territorium van de Verenigde Staten te ondersteunen, ondersteunt het bureau een netwerk van particuliere, non-profit filialen, de 56 geesteswetenschappelijke raden in de staten en territoria van de Verenigde Staten.

### Jim Leach
De negende NEH-voorzitter was Jim Leach. President Barack Obama heeft het voormalige congreslid van Iowa, een Republikein, voorgedragen als voorzitter van de NEH op 3 juni 2009. De Senaat bevestigde zijn benoeming in augustus 2009. Leach begon zijn termijn als NEH-leerstoel op 12 augustus 2009 en trad af in mei 2013. Tussen november 2009 en mei 2011 leidde Leach de Amerikaanse Civility Tour om de aandacht te vestigen op de noodzaak om de rede en beleefdheid weer in de politiek te herstellen, een doel dat in zijn woorden centraal stond in de geesteswetenschappen. Leach bezocht elk van de 50 staten en sprak op locaties variërend van collegezalen van universiteiten en musea tot ziekenhuizen voor veteranen, om de terugkeer van niet-emotionele, burgerlijke uitwisseling en rationele overweging van andere standpunten te ondersteunen. Volgens Leach is weinig belangrijker dan het vestigen van een ethos van bedachtzaamheid en fatsoen van meningsuiting op het openbare plein. Woorden weerspiegelen zowel emotie als betekenis. Ze verhelderen - of vertroebelen - gedachten en stimuleren actie, waarbij soms de betere engelen in onze natuur, soms minder instincten.

### William Adams
De tiende voorzitter van de NEH was William 'Bro' Adams, die diende van 2014 tot 2017. President Obama nomineerde Adams op 4 april 2014. Adams werd bevestigd door de Senaat in een stem op 9 juli 2014. Adams heeft Margaret (Peggy) Plympton in januari 2015 benoemd tot plaatsvervangend NEH-voorzitter. Vóór de benoeming van Adams stond de NEH onder leiding van waarnemend voorzitter Carole M. Watson. Adams legde zijn benoeming neer op 23 mei 2017, toen hij de prestaties noemde in het kader van het Common Good-initiatief en de benoeming van nieuwe overheidsfunctionarissen.

## Structuur
De Endowment wordt geleid door de NEH-voorzitter. De voorzitter wordt geadviseerd door de Nationale Raad voor de Geesteswetenschappen, een raad van 26 vooraanstaande privé-burgers die worden benoemd door de president en bekrachtigd door de Senaat. De leden van de Nationale Raad dienen gespreide termijnen van zes jaar.

### NEH-voorzitter
De Endowment wordt geleid door een voorzitter, die de wettelijke bevoegdheid heeft om alle aanbevelingen goed te keuren en subsidies en samenwerkingsovereenkomsten toe te kennen. De voorzitter wordt voorgedragen door de president en bekrachtigd met advies en instemming van de Amerikaanse senaat. De beslissingen van de voorzitter worden geïnformeerd door aanbevelingen van de National Council on the Humanities, peer-reviewers die worden geselecteerd om elk projectvoorstel dat aan de Endowment wordt voorgelegd, te lezen, en door het personeel van de Endowment.

### Grote programmabureaus
De NEH heeft zes subsidieverlenende afdelingen en kantoren: 
- De Division of Preservation and Access kent beurzen toe om de toegang tot primaire bronnen in de geesteswetenschappen te behouden, te onderhouden en te verbeteren, zowel in digitale als analoge vorm.
- De Division of Public Programmes ondersteunt projecten die de geesteswetenschappen bij een groot publiek brengen via bibliotheken en musea, televisie en radio, historische locaties en digitale media.
- De Division of Research reikt prijzen uit ter ondersteuning van de publicatie van boeken binnen en buiten de geesteswetenschappen.
- De afdeling Onderwijs zet zich in om het onderwijs in de geesteswetenschappen te ondersteunen en te versterken.
- Het Office of Federal / State Partnership werkt samen met 56 nationale en territoriale geesteswetenschappelijke raden om lokale programma's te versterken.
- Het Office of Digital Humanities adviseert over het gebruik van technologie in de geesteswetenschappen en coördineert.

Het Office of Challenge Grants, opgeheven in 2017, beheerde subsidies die bedoeld waren om capaciteitsopbouw te ondersteunen en fondsenwerving in geesteswetenschappelijke instellingen te stimuleren. De Divisie Behoud en Toegang biedt nu een subsidieprogramma aan dat vergelijkbaar is met eerdere programma's van het Challenge Grants-bureau.

### Bijzondere initiatieven
Dit zijn speciale prioriteiten van de endowment die kritieke gebieden van de geesteswetenschappen aangeven zoals geïdentificeerd door de NEH-leerstoel. Ze verschillen van de divisies van de schenking doordat ze geen specifieke subsidieprogramma's sponsoren of coördineren.

### Bridging Cultures-initiatief
Bridging Cultures was een NEH-initiatief dat manieren onderzocht waarop de geesteswetenschappen begrip en wederzijds respect bevorderen voor mensen met verschillende geschiedenissen, culturen en perspectieven. Projecten die via dit initiatief werden ondersteund, waren gericht op culturen wereldwijd en binnen de Verenigde Staten.

### Samen staan
Dit initiatief, gelanceerd in 2014, markeert een prioriteit om prijzen uit te reiken die het begrip van de militaire ervaring bevorderen en om terugkerende veteranen te ondersteunen.

### We the People
We the People was een speciale financieringsstroom van NEH, geïnitieerd door NEH Chair Coles, met behulp van speciale fondsen die beschikbaar waren voor elke voorzitter van de NEH en die was ontworpen om het onderwijzen, bestuderen en begrijpen van de Amerikaanse geschiedenis, cultuur en democratische principes aan te moedigen en te verbeteren. Het initiatief ondersteunt projecten en programma's die belangrijke gebeurtenissen en thema's in de geschiedenis van de Amerikaanse natie onderzoeken en die kennis vergroten van de principes die Amerika definiëren. Volgens NEH leidde het initiatief tot een renaissance in kennis over de Amerikaanse geschiedenis en principes onder alle Amerikaanse burgers. Het initiatief werd gelanceerd op de Dag van de Grondwet, 17 september 2002, en is actief tot en met 2009.

## Opmerkelijke projecten
Sinds 1965 heeft de NEH veel projecten gesponsord, waaronder:
- Treasures of Tutankhamen, een tentoonstelling die door meer dan 1,5 miljoen mensen wordt gezien.
- The Civil War, een documentaire uit 1990 van Ken Burns, gezien door 38 miljoen Amerikanen.
- Library of America, edities van romans, essays en gedichten ter ere van Amerika's literaire erfgoed.
- United States Newspaper Project, een inspanning die 63,3 miljoen bladzijden kranten uit het begin van de Verenigde Staten catalogiseerde en microfilmde. Het programma digitaliseert nu kranten en stelt ze beschikbaar via Chronicling America, een webbron die wordt beheerd door de Library of Congress.
- Vijftien Pulitzer Prize-winnende boeken, waaronder die van James M. McPherson, Louis Menand, Joan D. Hedrick en Bernard Bailyn.
- EDSITEment, een webproject dat het beste van de geesteswetenschappen op internet aan docenten en studenten bracht, begon in 1997.
- Referentiearchieven, in Athene en Boston, van archeologische foto's gemaakt door Eleanor Emlen Myers.
- The Valley of the Shadow, een digitaal-geschiedenisproject gecreëerd door Edward L. Ayers en William G. Thomas III over de ervaring van Confederate Civil War-soldaten in de Verenigde Staten.
- Wat staat er op het menu, digitalisering en transcriptie uit de gemeenschap van de menucollectie van de New York Public Library.

## Onderscheidingen

### Jefferson Lecture
Sinds 1972 sponsort de NEH de Jefferson Lecture in the Humanities, die het beschrijft als de hoogste eer die de federale regering toekent voor vooraanstaande intellectuele prestaties in de geesteswetenschappen. De Jefferson-docent wordt elk jaar geselecteerd door de National Council on the Humanities. De honoree houdt in het voorjaar een lezing in Washington D.C. en ontvangt een honorarium van $10.000. Het verklaarde doel van de eer is om een persoon te erkennen die belangrijke wetenschappelijke bijdragen heeft geleverd in de geesteswetenschappen en die het vermogen heeft om de kennis en wijsheid van de geesteswetenschappen op een breed aansprekende manier over te brengen.

### National Humanities Medal and Charles Frankel Prize
De National Humanities Medal, ingehuldigd in 1997, eert individuen of groepen wier werk het begrip van de natie van de geesteswetenschappen heeft verdiept, de betrokkenheid van de burgers bij de geesteswetenschappen heeft verbreed, of de toegang van Amerikanen tot belangrijke bronnen in de geesteswetenschappen heeft behouden en uitgebreid. Elk jaar kunnen maximaal 12 medailles worden uitgereikt. Van 1989 tot 1996 kende de NEH een soortgelijke prijs toe, bekend als de Charles Frankel-prijs. De nieuwe onderscheiding, een bronzen medaillon, is ontworpen door David Macaulay, de winnaar van de Frankel-prijs in 1995. Lijsten met de winnaars van de National Humanities Medal en de Frankelprijs zijn beschikbaar op de NEH-website.

## TijdschriftHumanities
Vanaf 1969 publiceerde de NEH het tijdschrift Humanities, die oorspronkelijke incarnatie werd stopgezet in 1978. In 1980 werd het tijdschrift Humanities opnieuw gelanceerd (ISSN 0018-7526). Het wordt zes keer per jaar gepubliceerd, met elk jaar één omslagartikel gewijd aan het profileren van de Jefferson-docent van dat jaar. De meeste van haar artikelen hebben een verband met NEH-activiteiten. De redacteur van het tijdschrift is sinds 2007 journalist en auteur David Skinner. Van 1990 tot haar dood in 2007 werd Humanities geredigeerd door Mary Lou Beatty (die eerder een hooggeplaatste redacteur bij The Washington Post was geweest).

## Verdere literatuur
- Jensen, Richard. The Culture Wars, 1965-1995: A Historian's Map" Journal of Social History (Vol. 29, Special Issue: Social History and the American Political Climate: Problems and Strategies (1995)), pp. 17-37 online
- Kammen, Michael. "Culture and the State in America." Journal of American History 83.3 (1996): 791-814. online
- Koch, Cynthia M. "Postscript: The Endowments at Fifty." in Funding Challenges and Successes in Arts Education (IGI Global, 2018) pp. 32-48.
- Miller, Stephen. Excellence and Equity: The National Endowment for the Humanities (UP of Kentucky, 2015).
- Redaelli, Eleonora. "Understanding American cultural policy: the multi-level governance of the arts and humanities." Policy Studies 41.1 (2020): 80-97. online[dode link]
- Topf, Mel A. "The NEH and the Crisis in the Humanities." College English 37.3 (1975): 229-242. online
- Zainaldin, Jamil. "Public works: NEH, Congress, and the state humanities councils." Public Historian 35.1 (2013): 28-50. online